# Festival d'igname Ashanti
Le festival d'igname Ashanti, est une fête annuelle du peuple Ashanti. Il marque la première récolte d'ignames pendant l'automne, après la mousson. L'igname est la culture vivrière de base des Ashanti et de la plupart des pays de l'Afrique.

## Observance
Le festival d'ignam Ashanti est une fête nationale célébrée pendant cinq jours à partir d'un mardi, selon la décision du grand prêtre local. Elle marque la première récolte d'ignames pendant la saison automnale, après la mousson. Cette fête a une signification à la fois religieuse et économique. Sur le plan religieux, la fête sert à remercier Dieu et les ancêtres pour la nouvelle récolte et à faire sortir traditionnellement la nouvelle igname.

## Traditions
La première offrande de la récolte est faite aux dieux ancestraux par le grand prêtre des Ashanti ; le rite religieux consiste à prendre les ignames le deuxième jour du festival en procession vers le sol ancestral. La musique et la danse font partie des festivités des cinq jours. Le festival est également populaire car le roi supervise l'exécution de la cérémonie d'ablution en nettoyant tous les tabourets royaux ancestraux (chaises). Une autre tradition lors de ce festival est la fusion d'ornements royaux en or, de conception ancienne, et avec l'approbation du gouvernement, pour les façonner en de nouveaux modèles. 
Pendant ce festival, le roi n'autorise pas les sacrifices humains, ni le tambour de la mort, car il s'agit d'une occasion propice à la purification.

## Rituels
Avant le début des célébrations du festival, le roi inspecte la structure de Dampan qui est érigée temporairement pour tenir la fonction publique. 
Le premier jour du festival, le chemin menant au cimetière des chefs d'Asantis est balayé. Le deuxième jour, l'igname est transportée par les prêtres dans une procession colorée pour être offerte aux ancêtres enterrés dans les chambres funéraires. Ce n'est qu'après cette offrande que les gens sont autorisés à consommer la nouvelle récolte d'ignames. Le troisième jour est observé comme un jour de deuil pour les ancêtres et aussi pour jeûner. Le quatrième jour, le chef organise un dîner chez lui pour tout le monde. La nuit du quatrième jour, les gens restent à la maison pour éviter d'assister au nettoyage des trônes des chefs, symboles des esprits des personnes décédées, dans la rivière Draa à Kumasi. Le cinquième jour, un grand défilé du chef, de sa famille et de ses courtisans, tous vêtus de parures royales, parcourt les rues pour rendre hommage au chef local le plus âgé dans sa résidence. Lors de la parade, certaines personnes sont transportées dans des palanquins décorés et colorés, à l'ombre de parapluie.